# Oleksij Wadaturskyj

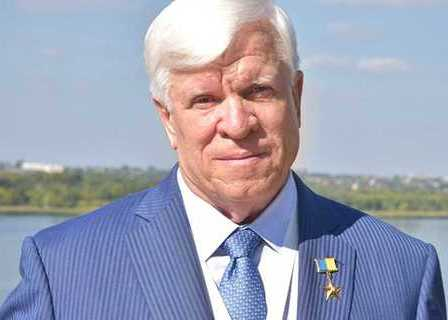
Oleksij Wadaturskyj

Oleksij Opanassowytsch Wadaturskyj (ukrainisch Олексій Опанасович Вадатурський; * 8. September 1948 in Bendzary, Oblast Odessa; † 31. Juli 2022 in Mykolajiw) war ein ukrainischer Chemiker und Unternehmer.

## Leben
Oleksij Wadaturskyj war verheiratet mit Raissa Wadaturska; das Ehepaar hatte drei Kinder; sein Sohn und Nachfolger als Unternehmer ist Andrij Wadaturskyj. Ein Familienwohnsitz befinden sich in Neuchâtel in der Schweiz. Wadaturskyj war Absolvent der Nationalakademie für Lebensmittelwirtschaft in Odessa. 1991 gründet er mit englischen und ungarischen Partnern das Agrar- und Binnenschifffahrtsunternehmen Nibulon mit Sitz in der ukrainischen Hafenstadt Mykolajiw. Wegen des erfolgreichen Aufbaus dieses Agrar- und Handelskonzerns wurde er zu den bedeutendsten ukrainischen Oligarchen gezählt und für seine Verdienste um die Entwicklung des Landes 2007 mit der Auszeichnung Held der Ukraine geehrt.
Nibulon erwarb mit Krediten ausländischer Finanzinstitute, darunter der Europäischen Investitionsbank, in mehreren Regionen der Ukraine große landwirtschaftliche Flächen und produzierte darauf Agrarprodukte in bedeutendem Umfang. Das Unternehmen zählt zu den größten Exporteuren von Getreide und anderen landwirtschaftlichen Gütern aus der Ukraine. Um die Lieferketten zum Handelshafen von Mykolajiw zu optimieren, investierte Oleksij Wadaturskyj in bedeutendem Umfang in firmeneigene Transportmittel auf der Straße, der Schiene und zu Wasser. Er schloss 2008 für Nibulon einen Liefervertrag für das Welternährungsprogramm der Vereinten Nationen ab.
Im Hafenareal von Mykolajiw errichtete das Unternehmen neben der Schwarzmeer-Werft einen eigenen Verladehafen und daneben riesige Getreidespeicher mit einer Kapazität von 173.000 Tonnen.
Oleksij Wadaturskyj galt als Unternehmer ohne Hang zur Korruption und als ein Verfechter der ukrainischen Selbstständigkeit mit einer proeuropäischen Haltung. Er entwickelte seine Geschäftstätigkeit zusammen mit westlichen Partnern und modernisierte das Agrargeschäft in der Ukraine verbunden mit einer Kritik an der wenig effizienten Führung der ukrainischen Transportsysteme. Nach der Annexion der Krim durch Russland im Jahr 2014, die seine Geschäftstätigkeit in den Landwirtschaftsgebieten der Südukraine direkt bedrohte, unterstützte er den Aufbau der Verteidigungsarmee des Landes. Während der ersten Periode der COVID-19-Pandemie richtete er für sein Personal und die Bevölkerung von Mykolajiw Hilfszentren ein.
Nach dem Einmarsch der russischen Armee in die Südukraine im Frühjahr 2022 verlor Wadaturskyjs Unternehmen Nibulon einen erheblichen Teil seiner Landwirtschaftsflächen, die nun im besetzten Gebiet lagen, und das ganze Transportgeschäft auf dem Dnepr. Zudem war wegen der Blockade der ukrainischen Häfen am Schwarzen Meer die Ausfuhr der Agrarprodukte von Mykolajiw nicht mehr möglich. Oleksij Wadaturskyj suchte mit seinen Transportfachleuten nach Ausweichrouten über Polen und Rumänien. So widersetzte er sich den russischen Kriegszielen, zu denen die Kontrolle über die Südukraine und besonders die Häfen gehörte. Während ein großer Teil der Stadtbevölkerung seit Ende Februar 2022 die Stadt Mykolajiw verließ, blieb Wadaturskyj weiterhin an seinem Wohn- und Geschäftssitz und führte die Firma in der kritischen Zeit von dort aus weiter.
Nachdem Mykolajiw schon seit dem 24. Februar zahlreichen russischen Bombenangriffen ausgesetzt war, die viele Todesopfer forderten, große Sachschäden anrichteten und auch die Wasserversorgung der Stadt beschädigten, trafen am 31. Juli 2022 mehrere russische Raketen das Wohnhaus der Familie Wadaturskyj, wobei Oleksij Wadaturskyj und seine Ehefrau ums Leben kamen. Beobachter deuteten den punktuellen Angriff in einem Wohnquartier als gezielte Tötung des für Russland störenden, einflussreichen ukrainischen Unternehmers.

## Auszeichnungen und Ehrungen
- 2001: Verleihung der Ehrenurkunde des Ministerkabinetts der Ukraine – Für einen bedeutenden persönlichen Beitrag zur Steigerung der Effizienz des Agrarsektors der Wirtschaft[9]
- 2007: Verleihung des Titels Held der Ukraine mit Staatsorden – Für einen herausragenden persönlichen Beitrag zur Stärkung des Potenzials des agroindustriellen Komplexes, zur Organisation und Sicherstellung des Erreichens konstant hoher Indikatoren bei der Produktion landwirtschaftlicher Produkte und zur Entwicklung des sozialen Bereichs[10]
- 2008: Verleihung des Staatspreises für Architektur – Für die Architektur des Umschlagterminals des Agrarunternehmens Nibulon als Generaldirektor (zusammen mit Ingenieuren und Architekten)[11]
- 2021: Ehrenbürger der Stadt Mykolajiw[12]